# Кућа Косте Стаменковића
Спомен кућа народног хероја Косте Стаменковића налази се у Лесковцу, у улици Топличког устанка, представља непокретно културно добро као споменик културе, под управом Народног музеја Лесковца.

## Коста Стаменковић
Коста Стаменковић је био је учесник Народноослободилачке борбе и народни херој Југославије, који је погинуо у борбама са четницима 1942. године.

## Изглед куће
Кућа је приземна, моравског стила, грађена у систему бондрука, као чатмара, покривена ћерамидом. Састоји се од три просторије са ентеријером радничке куће са почетка 20. века, док је данас део Народног музеја у Лесковцу, који води бригу о њој. Лево и десно од улаза налазе се спомен-собе Косте Стаменковића и његове ћерке Лепше Стаменковић, такође револуционара и комунисте, са њиховим личним предметима. У холу је документима и фотографијама приказан развој радничког покрета од 1918. до 1942. године. Са западне стране је касније дограђен простор за ужарску радионицу - ћерану у коју се улази из дворишта кроз једнокрилна врата са резом.
Решењем Републичког завода за заштиту споменика културе 27. априла 1950. године кућа је стављена под заштиту државе.
Поводом педесете годишњице КПЈ и СКОЈ-а кућа је уређена као меморијални музеј са сталном поставком. Поставку је урадио народни музеј из Лесковца у сарадњи са Општинским одбором савеза удружења бораца народноослободилачког рата, Заводом за заштиту споменика културе из Ниша и проф. архитектонског факултета Александром Радивојевићем из Београда. Кућа је 11. октобра 1969. године отворена као изложбени простор.
Испред куће у којој се родио и живео овај лесковачки револуционар и борац за радничка права, била је изложена бронзана биста која је међутим више пута крадена и ношена у старо гвожђе. Данас, кућа је у лошем стању, са урушеним кровом, тако да су посете забрањене, и планира се њена санација.

## Галерија
- Предња страна куће
- Соба Косте Стаменковића
- Соба Лепше Стаменковић,
Костине ћерке
- Ужарска радионица у склопу куће